# Contea di Columbia (Washington)
La contea di Columbia (in inglese Columbia County) è una contea dello Stato di Washington, negli Stati Uniti. La popolazione al censimento del 2000 era di 4 064 abitanti. Il capoluogo di contea è Dayton.

## Geografia
La contea si trova nel sud-est dello Stato, al confine con l'Oregon. Il confine nord è costituito dal fiume Snake. A nord il territorio è pianeggiante, mentre più a sud diventa montuoso e ricco di foreste con le Blue Mountains. La cittadina di Starbuck si trova sul fiume Tucannon. La contea rientra nella regione di Palouse. Tra le aree protette nazionali, troviamo la Foresta nazionale di Umatilla.

### Contee confinanti
- Contea di Whitman - nord
- Contea di Garfield - est
- Contea di Wallowa (Oregon) - sud-est
- Contea di Umatilla (Oregon) - sud-ovest
- Contea di Walla Walla - ovest
- Contea di Franklin - nord-ovest

## Storia
La contea fu creata nel 1875 dalla contea di Walla Walla. L'are del fiume Snake era abitata da diversi popoli nativi, tra cui nimíipuu, Yakama, Walla Walla, Umatilla e Wanapum.

## Comuni
Nel territorio si trovano la city di Dayton e la town di Starbuck.